# Graciela Boente
Pour les articles homonymes, voir Boente (homonymie).
Graciela Lina Boente Boente est une statisticienne mathématique argentine à l'Université de Buenos Aires. Elle est connue pour ses recherches en statistiques robustes, et en particulier pour ses méthodes robustes d'analyse en composantes principales et d'analyse de régression.

## Formation
Boente obtient son doctorat en 1983 de l'Université de Buenos Aires. Sa thèse, intitulée Robust Principal Components, est supervisée par Victor J. Yohai. 

## Récompenses et honneurs
Boente est Guggenheim Fellow en 2001. En 2008, l'Académie nationale argentine des sciences exactes, physiques et naturelles lui décerne le prix de consécration en reconnaissance de sa contribution et de son enseignement,. Elle devient membre honoraire de l'Institut de statistique mathématique en 2013, « pour ses recherches sur les statistiques et les estimations robustes, et pour ses services exceptionnels rendus à la communauté statistique ». 